# Streptomyces rapamycinicus
Streptomyces rapamycinicusは、イースター島の土壌から分離されたストレプトマイセス属の一種である。シロリムスを産生する。